# Christianna Brand
Christianna Brand, nota anche con lo pseudonimo di Mary Ann Ashe (Malesia Britannica, 17 dicembre 1907 – 11 marzo 1988), è stata una scrittrice britannica nota soprattutto come autrice di romanzi polizieschi.
Divenne celebre per il romanzo giallo Delitto in bianco (Green for Danger) del 1944. Dalla sua serie di libri per bambini Tata Matilda è stato tratto il film Nanny McPhee - Tata Matilda (2005), e il sequel Tata Matilda e il grande botto (2010).

## Biografia
(Christianna Brand, Delitto in bianco)
Christianna Brand, il cui nome di battesimo è Mary Christianna Milne, nacque in Malaysia nel 1907 e passò la sua infanzia in India. Dopo la morte della madre fu mandata in Inghilterra nella famiglia del cugino Edward Ardizzone, con il quale instaurò un duraturo rapporto di amicizia. Qui trascorse il resto della sua infanzia e studiò in un collegio di suore a Devon. All'età di diciassette anni, in seguito al tracollo finanziario del padre, Christianna fu costretta a guadagnarsi da vivere facendo la governante, la receptionist notturna, la modella, la segretaria e la commessa.
Mentre lavorava come commessa in un negozio, ispirata dalla profonda antipatia nutrita per una collega, iniziò a scrivere il suo primo libro dal titolo Death in High Heels, la cui trama ruota attorno a un omicidio avvenuto tra ragazze in un negozio di vestiti a Londra. Il libro fu rifiutato quindici volte dalle case editrici, ma una volta pubblicato, consentì a Brand di affermarsi come una scrittrice di successo durante la seconda guerra mondiale.
La sua creazione di maggior successo fu l'ispettore Cockrill, che apparve per la prima volta nel libro Heads You Lose pubblicato nel 1941. Quest'opera fu seguita nel 1944 dal suo romanzo più popolare, Delitto in bianco (Green for Danger), ambientato in un ospedale militare durante il secondo conflitto mondiale. I racconti sull'ispettore Cockrill diventarono una vera e propria serie di romanzi polizieschi.
Christianna sposò Roland Lewis, un chirurgo londinese, con il quale adottò una figlia. La famiglia visse per un certo periodo a Maida Vale e si trasferì poi in un cottage in Galles: la campagna ispirò le ambientazioni di diversi romanzi di Brand.
Nel 1962 scrisse un'antologia intitolata Naughty Children, e iniziò una stretta collaborazione con suo cugino, nonché pittore, Edward Ardizzone, il quale illustrò l'intera antologia. Una delle storie di maggior successo fu quella dell'infermiera Matilda, personaggio ispirato dalle storie che suo nonno inventava e le raccontava ogni sera prima di addormentarsi.
Christianna Brand ha scritto anche un certo numero di storie brevi, vincendo dei premi offerti dall'organizzazione Mystery Writers of America. Fu a lungo membro dell'Associazione degli Scrittori del crimine e fu nominata tre volte al premio Edgar.
Scrisse anche un melodramma neogotico che ebbe una discreta fortuna, Cat And Mouse (1950), ricordato da Julian Symons nelle sue storie del crimine.
Morì dopo una lunga malattia l'11 marzo 1988 a 80 anni.

## Opere e stile
Christianna Brand era molto abile nella scrittura di trame ingegnose e nel seminare falsi indizi. Sperimentò molte variazioni sul tema del romanzo poliziesco utilizzando degli stratagemmi, come nel libro London Particular del 1952, in cui l'indizio fondamentale è nascosto nel paragrafo iniziale. Un segno distintivo del suo stile narrativo è l'avvicendarsi di situazioni misteriose, e il susseguirsi di molteplici colpevoli, indicati e scartati volta per volta. Il lettore per tutta la durata del romanzo si trova con il fiato sospeso perché l'identificazione del colpevole è quasi sempre inaspettata, e il finale è inatteso.
Usando vari pseudonimi come Mary Ann Ashe, Annabel Jones, Mary Roland, e China Thomson, scrisse anche dei romanzi storici in uno stile molto ricercato, tra cui  Le spose di Aberdar, pubblicato nel 1982, una storia di fantasmi, e The three cornered halo del 1957, caratterizzato da elementi elementi fortemente fantasiosi. In quest'ultimo risulta particolarmente evidente l'intenzione dell'autrice di distinguersi nettamente da altri scrittori: scrive attraverso uno stile spiritoso che consente al lettore di vedere e capire le assurdità del comportamento umano, senza mai compromettere la serietà della trama.

### Delitto in bianco
Nel 1944 Christianna Brand pubblica Delitto in bianco (Green for danger), la sua opera più celebre, che due anni dopo venne adattata per il cinema.
Il personaggio principale è ancora una volta l'ispettore Cockrill che indaga in un ospedale militare su un caso particolare: il paziente Joseph Higgins, il postino del paese, muore in sala operatoria sotto gli occhi di sette testimoni. La morte del postino, apparentemente accidentale, si rivela in realtà un omicidio, al quale ne seguono altri. Grazie alla pazienza e all'astuzia dell'ispettore Cockrill, questi efferati delitti vengono svelati e il colpevole viene smascherato.
Questo romanzo ottenne un grande successo e l'apprezzamento si estese anche gli altri sei libri, e a una serie di racconti brevi, dedicati alle vicende dell'ispettore Cockrill. L'ispettore Cockrill è un esempio perfetto dell'eroe poliziotto come arbitro dell'ordine e della responsabilità morale. Nonostante la sua eccentricità, è un personaggio autorevole, in grado di ripristinare l'ordine in un mondo sconvolto dalla malvagità. Le sue indagini somigliano a quelle praticate dai poliziotti dilettanti e solitari dotati di ingegno, che appartengono ad una tradizione letteraria precedente rispetto ai metodi dei poliziotti dei romanzi moderni.

## Opere

### Romanzi con l'Ispettore Charlesworth
- 1941, Death in High Heels
  - La morte ha i tacchi alti, Milano, Mondadori, 1951
- 1948, Death of Jezebel
  - Morte di una strega, Il Giallo Mondadori n.2382, Milano, Mondadori, 1994
- 1979, The Rose in Darkness

### Romanzi con l'Ispettore Cockrill
- 1941, Heads You Lose
  - Cockrill perde la testa, trad. Marilena Caselli, I Classici del Giallo Mondadori n.890, Milano, Mondadori, marzo 2001; in Il lungo braccio della legge, Gli speciali del Giallo Mondadori n.95, Mondadori, settembre 2020.
- 1944, Green for Danger
  - Delitto in bianco, trad. Maria Mammana Gislon, I Classici del Giallo Mondadori, 1984 Milano, Mondadori, 2013.
- 1946, Suddenly at His Residence (Titolo americano: The Crooked Wreath)
  - Uno della famiglia, trad. G. Montanari, Milano, Collana I bassotti, Polillo, 2006, ISBN 978-88-815-4272-7.
- 1948, Death of Jezebel
  - Morte di una strega, Milano, Mondadori, 1994
- 1952, London Particular (Titolo americano: Fog of Doubt)
  - Quel giorno nella nebbia, Il Giallo Mondadori n.1305, Milano, Mondadori, 1974; I Classici del Giallo Mondadori n.786, 1997
- 1955, Tour de Force
  - Tour de force, I Classici del Giallo Mondadori n.1164, Milano, Mondadori, 2007
- 2002, The Spotted Cat and Other Mysteries from Inspector Cockrill's Casebook

### Romanzi con l'Ispettore Chucky
- 1950, Cat and Mouse
  - Il gatto e il topo, trad. Natalia Callori, Novara, Mondadori-De Agostini, 1991; Collana I bassotti, Milano, Polillo, 2010, ISBN 978-88-815-4348-9.

### Romanzi non seriali
- The Three Cornered Halo (1957)
- Court of Foxes (1969)
  - La corte delle volpi, Collana I Romanzi Mondadori n.71, Milano, Mondadori, 1983
- The Honey Harlot (1978)
- The Brides of Aberdar (1982)

### Con lo pseudonimo diMary Roland
- 1946, The Single Pilgrim

### Con lo pseudonimo diChina Thompson
- 1958, Starrbelow

### Con lo pseudonimo diAnnabel Jones
- 1975, The Radiant Dove

### Con lo pseudonimo diMary Ann Ashe
- 1976, Alas, for Her That Met Me!
- 1977, A Ring of Roses
  - Il giardino delle rose, Collana Il Giallo Mondadori n.1662, Milano, Mondadori, 1980; Collana I Classici del Giallo Mondadori n.1396, maggio 2017.

### Romanzi non pubblicati
- Take off the Roof (non seriale)
- Jape de Chine o The Chinese Puzzle (Serie dell'Ispettore Cockrill)

### Novelle
- 1959, Dear Mr. MacDonald

### Saggistica
- 1960, Heaven Knows Who

### Raccolte di racconti
- 1968, What Dread Hand?
- 1974, Brand X
- 1983, Buffet for Unwelcome Guests
- 2002, The Spotted Cat and Other Mysteries from Inspector Cockrill's Casebook

### Libri per bambini
- 1949, Welcome to Danger, juvenile mystery, pubblicato anche come Danger Unlimited
- 1964, Nurse Matilda
  - Tata Matilda, Cinisello Balsamo, San Paolo, 2006, ISBN 88-215-5585-2
- 1967, Nurse Matilda Goes to Town
  - Tata Matilda va in città, Cinisello Balsamo, San Paolo, 2007, ISBN 978-88-215-6096-5
- 1974, Nurse Matilda Goes to Hospital
  - Tata Matilda va all'ospedale, Cinisello Balsamo,San Paolo, 2008, ISBN 978-88-215-6398-0

### Curatele
- 1962, Naughty Children: An Anthology

## Cinema
Nel 1946 venne prodotto il primo film tratto dal libro Green for Danger, distribuito da General Film Distributors e diretto da Sidney Gilliat. Il ruolo principale fu interpretato da Alastair Sim e il risultato fu ampiamente apprezzato dal pubblico britannico.
Nel 2005 venne prodotto un adattamento cinematografico tratto dalla serie di libri Nanny McPhee - Tata Matilda, distribuito dagli Universal pictures e diretto da Kirk Jones. Nel film, Emma Thompson interpreta tata Matilda e Colin Firth interpreta la parte di Cedric Brown. L'attrice ha scritto il copione del film, riscontrando inizialmente qualche difficoltà ad adattare dei libri per bambini al grande schermo. Il film ha ottenuto un enorme successo ed è stato premiato sia dalla critica che dal pubblico, tanto che nel 2010 è stato girato un secondo film intitolato Tata Matilda e il grande botto.

### Adattamenti cinematografici
- 1946, Green for danger
- 1948, The mark of Cain
- 1952, The secret people
- 2005, Nanny McPhee - Tata Matilda (Nanny McPhee)
- 2010, Tata Matilda e il grande botto (Nanny McPhee and the Big Bang)